# Graphium meeki
Graphium meeki је инсект из реда лептира (Lepidoptera) и породице једрилаца (Papilionidae).

## Распрострањење
Врста има станиште у Соломоновим острвима и Папуи Новој Гвинеји.

## Станиште
Врста је присутна на подручју острва Нова Гвинеја.

## Угроженост
Ова врста се сматра рањивом у погледу угрожености врсте од изумирања.